# Silver Night
Silver Night è un singolo del gruppo musicale finlandese The Rasmus, pubblicato il 25 agosto 2017 come secondo estratto dal nono album in studio Dark Matters.

## Video musicale
Il videoclip, diretto da Vesa Manninen, è stato pubblicato 1º dicembre 2017 attraverso il canale YouTube del gruppo.

## Tracce
Testi e musiche di Lauri Ylönen, Pauli Rantasalmi, Joy Deb, Linnea Deb e Anton Hård.
Download digitale
1. Silver Night – 3:34

Download digitale – Christian Liebeskind Remix
1. Silver Night (Christian Liebeskind Remix) (Radio Edit) – 4:24
2. Silver Night (Christian Liebeskind Remix) – 6:28

Download digitale – Astero Remix
1. Silver Night (Astero Remix) – 2:50

## Formazione
Gruppo
- Lauri Ylönen – voce
- Pauli Rantasalmi – chitarra
- Eero Heinonen – basso
- Aki Hakala – batteria

Altri musicisti
- The Family – programmazione

Produzione
- The Family – produzione, missaggio
- Anders Hvenare – missaggio
- Anders Pantzer – assistenza tecnica
- Staffen Birkedal – assistenza tecnica
- Claes Persson – mastering